# 岡山市保健所
岡山市保健所（おかやましほけんじょ）は、地域保健法に基づき岡山市北区の岡山市保健福祉会館内に置かれている保健所である。岡山市は政令指定都市であるため、国から一号市に指定されている。

## 経緯
- 1994年（平成6年） － 国から保健所政令市（三号市）に指定され、岡山市役所所轄の岡山市保健所が発足。
- 1996年（平成8年） － 4月1日をもって岡山市は中核市になり、二号市に昇格された。
- 1998年（平成10年） － 岡山市保健福祉会館が完成。
- 2005年（平成17年） － 御津町・灘崎町が編入され、岡山県保健所から岡山市保健所に管轄が移管される。
- 2007年（平成19年） － 建部町・瀬戸町が編入され、岡山県保健所から岡山市保健所に管轄が移管される。
- 2009年（平成21年） － 4月1日をもって岡山市は政令指定都市になり、一号市に昇格された。それに伴い、市内6箇所の保健センターが区名に併せた名称に変更された。

## 所在地・組織
岡山市北区鹿田町一丁目1-1　（岡山市保健福祉会館内）
- 保健課
- 健康づくり課
- 衛生課　（食品衛生係・環境衛生係・動物衛生係・医薬安全係）
- 検査課

## 交通手段
- JR山陽本線岡山駅東口から徒歩15分

## 保健施設
- 北区中央保健センター　－　岡山市北区鹿田町一丁目1-1　（岡山市保健所と同じ建物に入居）

管轄：北区のうち、岡山中央、岡輝、桑田、岡北、石井、御南、吉備の中学校区
- 北区北保健センター　－　岡山市北区谷万成二丁目6-33　（北ふれあいセンター内）

管轄：北区のうち、香和、中山、京山、足守、高松、御津、建部の中学校区
- 中区保健センター　－　岡山市中区桑野715-2　（岡山ふれあいセンター内）

管轄：中区全域
- 東区保健センター　－　岡山市東区西大寺中野本町4-5

管轄：東区全域
- 南区西保健センター　－　岡山市南区妹尾880-1　（西ふれあいセンター内）

管轄：南区のうち、福田、妹尾、興除、藤田、灘崎の中学校区
- 南区南保健センター　－　岡山市南区福田690-1　（南ふれあいセンター内）

管轄：南区のうち、芳田、芳泉、福浜、福南、光南台の中学校区
2009年4月1日から市内の保健センターは、以下のように名称変更されている。
| 行政区 | 旧名称             |   | 現名称               |
| ------ | ------------------ | - | -------------------- |
| 北区   | 中央保健センター   | → | 北区中央保健センター |
| 北区   | 北保健センター     | → | 北区北保健センター   |
| 中区   | 東保健センター     | → | 中区保健センター     |
| 東区   | 西大寺保健センター | → | 東区保健センター     |
| 南区   | 西保健センター     | → | 南区西保健センター   |
| 南区   | 南保健センター     | → | 南区南保健センター   |